# Голин, Лино
Лино Голин (итал. Lino Golin; род. 31 января 1945, Соаве, Венеция) — итальянский футболист, полузащитник.

## Карьера
Во взрослом футболе дебютировал 13 января 1963 года в клубе Эллас Верона в матче против «Комо». За команду выступал с 1962 по 1967 год, проведя сезон 1963/64 в «Пистойезе», где забил семь голов. В 1967 году был продан в «Милан», в составе которого находился на протяжении шести сезонов. Вместе с клубом в 1968 году становился чемпионом Италии, а также дважды завоёвывал Кубок Италии по футболу. Всего в составе клуба провёл 25 матчей.
В 1973 году перешёл в «Фоджу», где и завершил спортивную карьеру спустя три сезона.

## Достижения
«Милан»
- Чемпион Италии: 1967/68
- Обладатель Кубка Италии: 1971/72, 1972/73
- Обладатель Кубка обладателей кубков УЕФА: 1972/73
- Обладатель Межконтинентального кубка по футболу: 1969